# Syntrita
Syntrita là một chi bướm đêm thuộc họ Crambidae.

## Các loài
- Syntrita fulviferalis (Dognin, 1912)
- Syntrita leucochasma (Hampson, 1912)
- Syntrita monostigmatalis (Dognin, 1912)
- Syntrita nimalis (Schaus, 1924)
- Syntrita prosalis (Druce, 1895)
- Syntrita umbralis Dognin, 1905